# Park Krajobrazowy Puszczy Knyszyńskiej

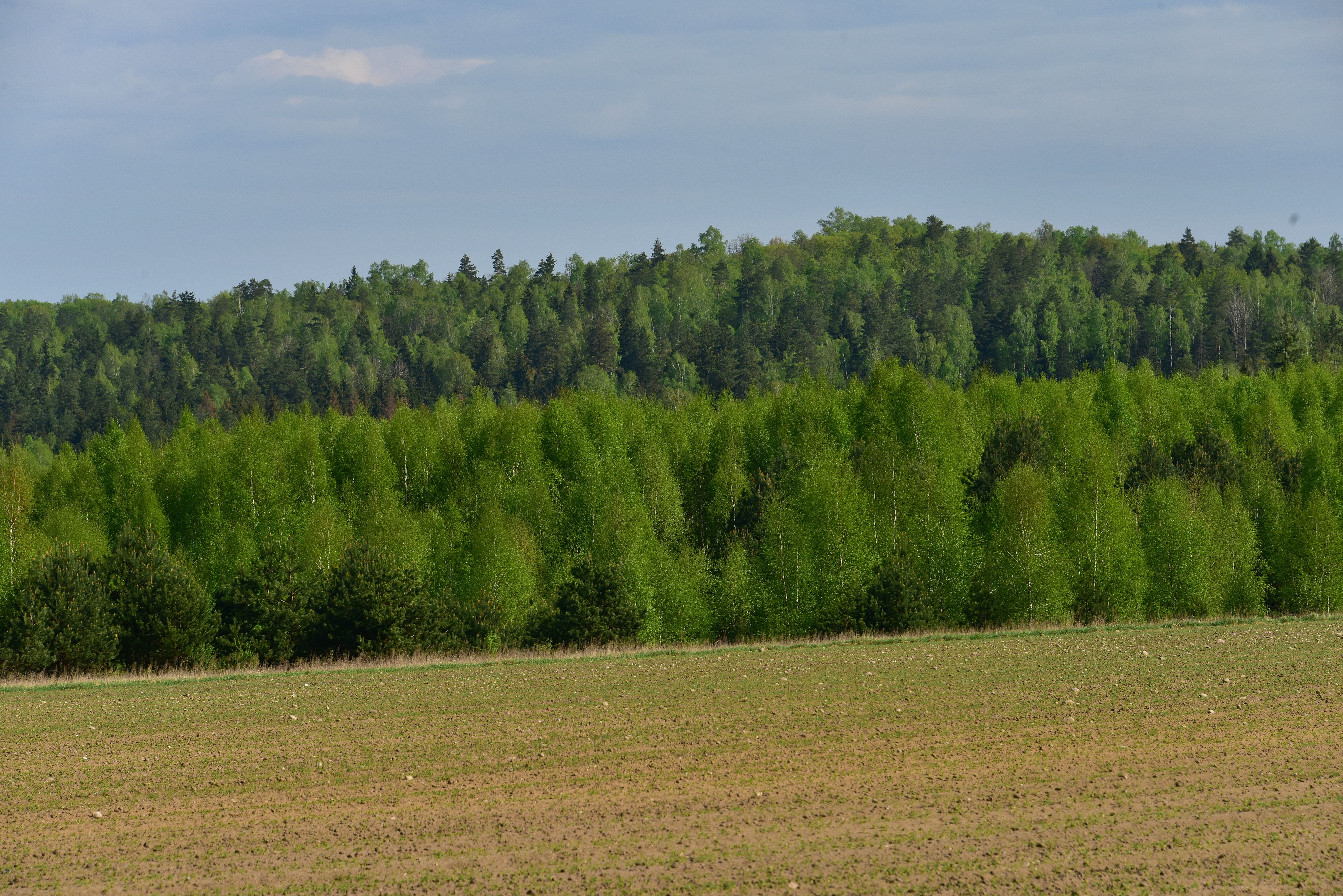
Park w pobliżu wsi Kołodno

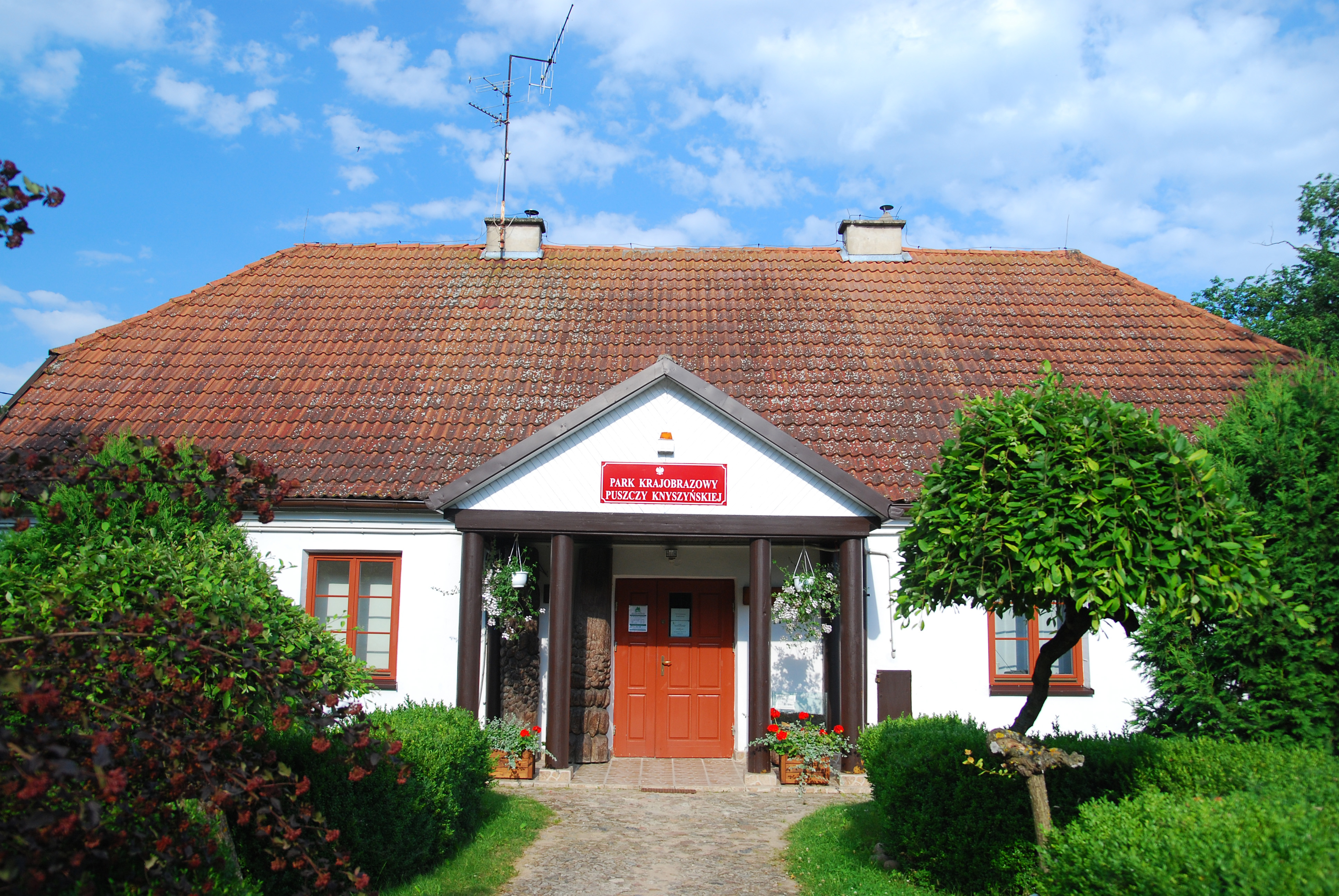
Siedziba dyrekcji Parku Krajobrazowego Puszczy Knyszyńskiej w Supraślu

Park Krajobrazowy Puszczy Knyszyńskiej im. prof. Witolda Sławińskiego – park krajobrazowy znajdujący się na terenie województwa podlaskiego w gminach Janów, Sokółka, Knyszyn, Czarna Białostocka, Szudziałowo, Dobrzyniewo Duże, Wasilków, Supraśl, Krynki, Gródek i Michałowo.
Powierzchnia parku wynosi 72 860,17 ha, natomiast powierzchnia otuliny – 53 827,54 ha. Jego siedzibą jest Supraśl.
Celem powołania parku była ochrona naturalnych zespołów leśnych, dolin rzecznych, licznie występujących obszarów źródliskowych oraz różnorodnych form polodowcowej, falistej rzeźby terenu, z morenowymi pagórkami i zagłębieniami wytopiskowymi.

## Historia
Puszcza Knyszyńska, pozostając w cieniu niedalekiej Puszczy Białowieskiej, leżała przez długi czas na uboczu zainteresowań przyrodników. Pierwszy rezerwat przyrody o nazwie Budzisk i powierzchni zaledwie kilkunastu hektarów utworzono tu dopiero w 1970 r. Drugi, równie niewielki rezerwat o nazwie Karczmisko powstał dwa lata później. Cztery kolejne rezerwaty utworzono dopiero w 1987 r.
Park Krajobrazowy Puszczy Knyszyńskiej został powołany uchwałą Wojewódzkiej Rady Narodowej w Białymstoku z dnia 24 maja 1988 r. Powierzchnia parku w chwili powołania wynosiła 73 094 ha, a jego strefy ochronnej 52 255 ha. W chwili powołania Park otrzymał imię prof. Witolda Sławińskiego i był największym parkiem krajobrazowym w kraju.

## Krajobraz
Rzeźba terenu Parku została ukształtowana w czasie zlodowacenia środkowopolskiego. Jej cechą charakterystyczną jest mozaika form geomorfologicznych, którą tworzą ciągi moren czołowych, kemy, ozy, misy wytopiskowe i sandry. Występują nieliczne wydmy, powstałe w wyniku procesów eolicznych. Wzniesienia Parku, w kilku miejscach przekraczające wysokość nawet 200 m n.p.m., poprzedzielane są obszarami równin, zabagnionymi nieckami i dolinami niedużych rzek. Przez środek obszaru szeroką doliną płynie rzeka Supraśl. W całej Puszczy Knyszyńskiej jest wiele torfowisk i obszarów podmokłych, tworzących się w dolinach rzek i strumieniach oraz w zagłębieniach bezodpływowych. Jeziora zachowały się w stanie szczątkowym i to jedynie na obszarach pogranicznych Puszczy na wschodzie i południowym wschodzie.
78% powierzchni Parku przypada na lasy, które w dużym stopniu zachowały charakter naturalny. Jest to las monumentalny zbliżony do południowej tajgi z dużą liczbą starych i potężnych drzew. Dominują bory sosnowe i sosnowo-świerkowe. W północnej i południowej części Puszczy występują grądy, a wzdłuż dolin rzek i strumieni rosną łęgi jesionowo-olszowe i olsy.
Grunty orne zajmują 13% powierzchni Parku, łąki i pastwiska 7%, inne tereny (zabudowa, drogi, wody) 2%.

## Flora
W parku rosną 843 gatunki roślin naczyniowych, m.in.:
- pióropusznik strusi (Matteucia struthiopteris)
- czosnek niedźwiedzi (Allium ursinum L.)[3]
- chamedafne północna (Chamaedaphne calyculata)
- fiołek torfowy (Viola epipsila)
- wierzba borówkolistna (Salix myrtilloides)
- wątlik błotny (Hammarbya paludosa)
- brzoza niska (Betula humilis),
- wierzba lapońska (Salix Lapponum)
- goździk pyszny (Dianthus superbus)
- rosiczka okrągłolistna (Drosera rotundifolia)
- stoplamek plamisty (Dactylorhiza maculata)
- żłobik koralowaty (Corallorhiza trifida)
- turówka leśna (Hierochloë australis)
- żurawina drobnoowocowa (Vaccinium microcarpum)
- konietlica syberyjska (Trisetum sibiricum)
- bażyna czarna (Empetrum nigrum)
- gnidosz błotny (Pedicularis palustris)
- dziewięćsił bezłodygowy (Carlina acaulis)

## Fauna
Na terenie parku bytuje 153 gatunki ptaków i 5 gatunków gadów, m.in.:
- jaszczurka zwinka (Lacerta agilis)
- jaszczurka żyworodna (Lacerta vivipara)
- padalec (Anguis fragilis)
- zaskroniec (Natrix natrix)
- żmija zygzakowata (Vipera berus)
- bocian czarny (Ciconia nigra)
- trzmielojad (Pernis apivorus)
- gadożer (Circaetus gallicus)
- orzełek włochaty (Hieraaetus pennatus)
- jarząbek (Bonasa bonasia)
- cietrzew (Tetrao tetrix)
- żuraw (Grus grus)
- puchacz (Bubo bubo)
- sóweczka (Glaucidium passerinum)
- włochatka (Aegolus funereus)
- dzięcioł białogrzbiety (Dendrocopos leucotos)
- dzięcioł trójpalczasty (Picoides tridactylus)
- dzięcioł czarny (Dryocopus martius)

## Rezerwaty przyrody
Na terenie Parku:

- Bahno w Borkach
- Budzisk
- Chomontowszczyzna
- Góra Pieszczana
- Jałówka
- Jesionowe Góry
- Karczmisko
- Kozłowy Ług
- Krasne
- Krzemianka
- Krzemienne Góry
- Las Cieliczański
- Międzyrzecze
- Stara Dębina
- Stare Biele
- Surażkowo
- Taboły
- Wielki Las
- Woronicza

Na terenie otuliny:
- Kulikówka
- Starodrzew Szyndzielski

Na podstawie: